# SOCED București
SOCED București a fost o echipă de baschet din România, care a evoluat în Divizia A și își disputa meciurile de acasă în Sala Constructorul.
Printre jucătorii importanți ce s-au perindat la echipă se află Virgil Stănescu și Uchechukwu Iheadindu.